# Bellerophon (Schiff, 1909)
Die Bellerophon, auch HMS Bellerophon, war ein Schlachtschiff (Dreadnought) und Typschiff der gleichnamigen Klasse der britischen Marine, das zwischen 1909 und 1921 in Dienst stand.

## Geschichte
Die Bellerophon wurde nach dem mythischen griechischen Helden Bellerophon benannt und war das vierte Schiff dieses Namens, das in der Royal Navy diente. Das Schiff wurde am 30. Oktober 1906 in Auftrag gegeben und am 3. Dezember 1906 in Portsmouth auf Kiel gelegt. Sie lief am 27. Juli 1907 vom Stapel und wurde im Februar 1909 fertiggestellt. Einschließlich ihrer Bewaffnung wurden ihre Kosten mit 1.763.491 £ bzw. 1.765.342 £ angegeben. Die Bellerophon wurde am 20. Februar 1909 unter dem Kommando von Kapitän Hugh Evan-Thomas in Dienst gestellt und der Nore Division der Home Fleet zugeteilt, bevor diese im folgenden Monat in 1st Division umbenannt wurde. Sie nahm zwischen Juni und Juli an kombinierten Flottenmanövern teil und wurde während der Cowes Week am 31. Juli von König Eduard VII. und Zar Nikolaus II. besichtigt. Am 16. August wurde Evan-Thomas von Kapitän Trevylyan Napier abgelöst, der das Schiff bis zu seiner Ablösung durch Charles Vaughan-Lee am 16. August 1912 kommandierte. Ende 1910 wurde das Schlachtschiff in Portsmouth einer Generalüberholung unterzogen. Im Januar 1911 nahm die Bellerophon erneut an den kombinierten Manövern der Mittelmeer-, Heimat- und Atlantikflotte teil und wurde am 26. Mai bei einer Kollision mit dem Schlachtkreuzer Inflexible leicht beschädigt. Am 24. Juni war das Schiff bei der Krönungsfeier für König Georg V. in Spithead zugegen und nahm anschließend an Trainingsübungen der Atlantikflotte teil. Später im Jahr wurde sie erneut umgerüstet. Am 9. Juli nahm das Schiff an der Parliamentary Naval Review in Spithead teil und führte im Oktober weitere Manöver durch. Im November besuchte das Schiff zusammen mit der Mittelmeerflotte Athen, um an weiteren Übungen teilzunehmen. Am 18. August 1913 erhielt die Bellerophon mit Edward Bruen ihren vierten Kapitän und wurde am 10. März 1914 zum 4. Kampfgeschwader der Home fleet versetzt.

### Erster Weltkrieg

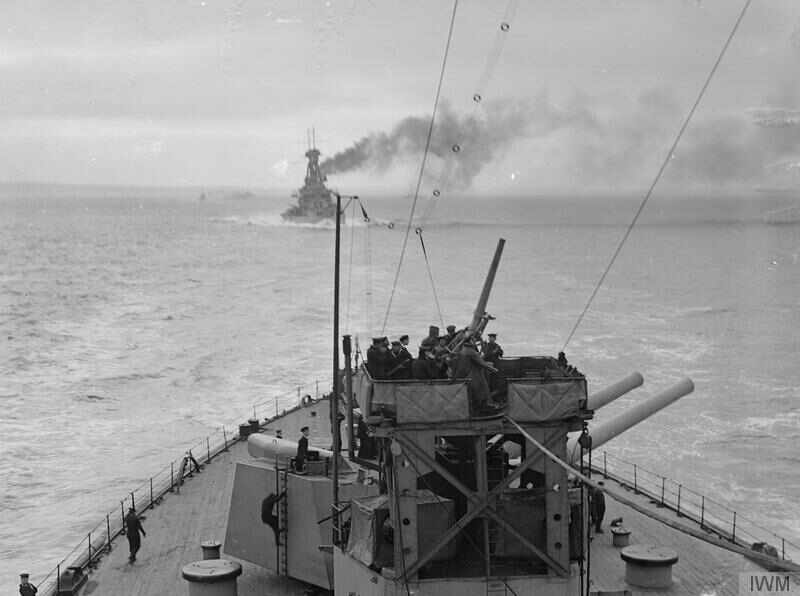

Die Bellerophon nahm zwischen dem 17. und 20. Juli 1914 als Reaktion auf die Julikrise an einer Testmobilisierung und Flottenbesichtigung teil. Das Schiff befand sich auf dem Weg zu seiner geplanten Überholung in Gibraltar am 26. Juli, als es zurückbeordert wurde, um sich der Home Fleet in Scapa Flow anzuschließen. Am folgenden Tag kollidierte sie vor den Orkneys mit dem Handelsschiff St. Clair, erlitt aber nur geringe Schäden. Mit Kriegseintritt Großbritanniens wurde die Home Fleet umgestaltet, in Grand Fleet umbenannt und unter das Kommando von Admiral John Jellicoe gestellt. Der größte Teil der Flotte wurde kurzzeitig (22. Oktober bis 3. November) in Lough Swilly, Irland, stationiert, während die Verteidigungsanlagen in Scapa flow verstärkt wurden. Am Abend des 22. November unternahm die Grand Fleet einen erfolglosen Versuch in die südliche Hälfte der Nordsee vorzustoßen, wobei die Bellerophon  mit dem Hauptverband zur Unterstützung von Vizeadmiral David Beattys 1. Schlachtkreuzer-Schwadron bereitstand. Am 16. Dezember lief die Grand Fleet während des deutschen Angriffs auf Scarborough, Hartlepool und Whitby aus, konnte aber keinen Kontakt zur Hochseeflotte herstellen. Die Bellerophon und das 4. Schlachtgeschwader führten am 24. Dezember nördlich der Hebriden Zielübungen durch und vereinigten sich dann mit dem Rest der Flotte zu einer weiteren Aufklärungsmission in der Nordsee am 25. und 27. Dezember. Jellicoes Schiffe, darunter die Bellerophon, führten vom 10. bis 13. Januar 1915 westlich der Orkney- und Shetlandinseln Geschützübungen durch. Am Abend des 23. Januar lief der größte Teil der Grand Fleet von Scapa Flow aus, um Beattys Schlachtkreuzer zu unterstützen, waren jedoch zu weit entfernt, um am folgenden Tag am Gefecht auf der Doggerbank teilnehmen zu können. Von März bis April unternahm die Bellerophon als Teil der Grand Fleet Aufklärungsfahrten in der Nordsee, bei der sie auch Übungsmanöver durchführte. Im Mai wurde die Bellerophon in Devonport umgerüstet und führte zwischen Juni und November zusammen mit der Flotte Gefechtsübungen westlich der Shetland- und Orkney-Inseln durch.
Am 26. Februar 1916 brach die Flotte in die Nordsee auf, um die Helgoländer Bucht zu durchkämmen, aber schlechtes Wetter verhinderte Operationen in dieser Gegend. Am 6. März begann eine weitere Aufklärungsfahrt, die jedoch am folgenden Tag ebenfalls auf Grund schlechten Wetters abgebrochen werden musste.
In der Nacht zum 25. März verließen die Bellerophon und der Rest der Flotte Scapa Flow, um Beattys Schlachtkreuzer bei dem Angriff auf den deutschen Zeppelinstützpunkt in Tondern zu unterstützen. Als sich die Grand Fleet am 26. März dem Gebiet näherte, hatten sich die britischen und deutschen Streitkräfte bereits getrennt, und ein starker Sturm bedrohte die kleineren Schiffe, so dass die Flotte den Befehl erhielt, zur Basis zurückzukehren. Am 21. April führte die Grand Fleet ein Ablenkungsmanöver vor Horns Riff durch, um es der kaiserlich russischen Marine zu ermöglichen, ihre Minenfelder in der Ostsee neu zu verlegen. Am 24. April kehrte die Flotte nach Scapa Flow zurück, erhielt dort neuen Proviant, neue Munition und neue Kohle und stach erneut in Richtung englischer Ostküste in See, da man aufgrund von Geheimdienstberichten einen Angriff der Deutschen auf Lowestoft befürchtete, aber erst in dem Gebiet ankam, nachdem sich die Deutschen bereits zurückgezogen hatten.

#### Skagerrakschlacht

Bewegungen der britischen (blau) und deutschen (rot) Flotten vom 31. Mai bis zum 1. Juni 1916

In dem Versuch, einen Teil der Grand Fleet aus ihren Häfen zu locken und zu vernichten, verließ die deutsche Hochseeflotte, bestehend aus 16 Schlachtschiffen, 6 Einheitslinienschiffen und weiteren Schiffen, am frühen Morgen des 31. Mai Wilhelmshaven. Die Flotte fuhr in gemeinsamer Formation mit den fünf Schlachtkreuzern von Vizeadmiral Franz Hipper. Die nachrichtendienstliche Abteilung der britischen Admiralität Room 40 hatte den deutschen Funkverkehr mit den Operationsplänen abgefangen und entschlüsselt. Daraufhin befahl die Admiralität der Grand Fleet, die insgesamt 28 Schlachtschiffe und 9 Schlachtkreuzer umfasste, noch in der Nacht auszulaufen, um die Hochseeflotte abzuschneiden und zu vernichten. Während der ersten Phase des Gefechts feuerte die Bellerophon von 18:25 Uhr zeitweise auf den angeschlagenen Kleinen Kreuzer Wiesbaden. Um 19:17 Uhr eröffnete das Schiff das Feuer auf den Schlachtkreuzer Derfflinger und erzielte einen Treffer, der jedoch am Kommandoturm abprallte. Der einzige nennenswerte Schaden, den die panzerbrechende Granate verursachte, war ein Splitter, der den Entfernungsmesser des B-Turms zerstörte. Etwa zehn Minuten später beschoss die Bellerophon mit ihrer Hauptbewaffnung mehrere deutsche Flottillen ohne Erfolg. Dies war das letzte Mal, dass das Schiff während der Schlacht seine Geschütze abfeuerte. Die Bellerophon wurde nicht beschädigt und feuerte während der Schlacht insgesamt 62 30,5-cm-Granaten (42 APC- und 21 CP-Geschosse) sowie 14 Granaten aus ihren 10,2-cm-Geschützen ab.
Die Grand Fleet brach am 18. August erneut auf, um die Hochseeflotte bei ihrem Vormarsch in die südliche Nordsee aus dem Hinterhalt anzugreifen, aber eine Reihe von Fehlmeldungen hinderte Jellicoe daran, die deutsche Flotte abzufangen, bevor sie in den Hafen zurückkehrte. Zwei leichte Kreuzer wurden während der Operation von deutschen U-Booten versenkt, was Jellicoe zu der Entscheidung veranlasste, die größeren Einheiten der Flotten nicht den Gefahren der deutschen U-Boote und Minen südlich von 55° 30′ Nord auszusetzen. Die Admiralität stimmte dem zu und legte fest, dass die Flotte nicht auszurücken habe, es sei denn, es drohe eine Invasion Großbritanniens oder es bestehe die Möglichkeit, dass die deutsche Flotte unter geeigneten Bedingungen zu einem Gefecht gezwungen werden könnten.
Von Juni bis September 1917 diente die Bellerophon als Flaggschiff des stellvertretenden Befehlshabers der 4. Battlecruiser Squadron unter der Flagge von Konteradmiral Roger Keyes und Konteradmiral Douglas Nicholson, während das reguläre Flaggschiff Colossus umgerüstet wurde. Als am 9. Juli in Scapa Flow die Magazine des Schlachtschiffs Vanguard explodierten, konnten zwei der drei Überlebenden von Booten der Bellerophon gerettet werden. Am 13. Februar 1918 übernahm Kapitän Vincent Molteno das Kommando. Zusammen mit dem Rest der Grand Fleet lief sie am Nachmittag des 23. April aus, nachdem über Funk bekannt wurde, dass die Hochseeflotte nach einem gescheiterten Versuch, einen britischen Konvoi nach Norwegen abzufangen, ausgelaufen war. Die Deutschen waren jedoch zu weit weg, sodass es zu keinerlei Kampfhandlungen mehr kam.

## Verbleib
Aufgrund ihres Alters wurde die Bellerophon im März 1919 zu einem Ausbildungsschiff für Kanoniere auf der Nore-Sandbank. Am 25. September wurde sie durch ihr Schwesterschiff Superb ersetzt und in Devonport der Reserve unterstellt, wo die Bellerophon einer Überholung unterzogen wurde, die bis Anfang Januar 1920 dauerte. Das Schiff sollte im März 1921 ausgemustert werden und wurde am 14. August zum Verkauf angeboten. Die Bellerophon wurde am 8. November 1921 für 44.000 Pfund an die Slough Trading Co. verkauft und von dort im September 1922 an ein deutsches Unternehmen weiterverkauft. Das Schiff verließ Plymouth am 14. September im Schlepptau in Richtung Deutschland und wurde anschließend abgewrackt.

## Technik
Der Entwurf der Bellerophon-Klasse leitete sich von dem des revolutionären Schlachtschiffs Dreadnought ab, mit leicht vergrößerten Maßen, einer dickeren Panzerung und einer stärkeren Sekundärbewaffnung.
Das Schiff hatten eine Gesamtlänge von 160,30 m, eine Breite von 25,10 m, einen Tiefgang von 8,20 m. Die Verdrängung lag bei 19.101 t 22.456 t.

### Antrieb
Das Schiff war mit vier Parsonsturbinen mit Direktantrieb bestehend aus zwei Hoch- und zwei Niederdruckturbinen ausgestattet, die jeweils zwei Wellen antrieben und insgesamt 23.000 Shp (17.000 kW) entwickelten, mit der sie eine Höchstgeschwindigkeit von 21 Knoten (39 km/h) erreichte. Der Dampf wurde von achtzehn Babcock & Wilcox-Wasserrohrkesseln mit einem Arbeitsdruck von 16, 2 bar geliefert. Die Schiffe konnten maximal 2.690 t Kohle bzw. 8,53 t Heizöl mitführen, was ihm bei 10 Knoten (19 km/h) eine Reichweite von 5.720 Seemeilen (10.590 km) ermöglichte.

### Bewaffnung
Die Hauptbewaffnung der Bellerophon-Klasse bestand aus zehn 30,5-cm-L/45-Geschützen in fünf Doppeltürmen, drei auf der Mittellinie und die restlichen zwei als Flügeltürme. Die mittleren Geschütztürme trugen die Bezeichnungen „A“, „X“ und „Y“ (von vorne nach achtern), die Flügeltürme an Backbord und Steuerbord die Bezeichnungen „P“ und „Q“. Die Sekundärbewaffnung bestand aus sechzehn 10,2-cm-Geschützen. Jeweils zwei dieser Geschütze waren auf den Dächern der vorderen und hinteren Mitteltürme und der Flügeltürme in nicht abgeschirmten Lafetten installiert, die anderen acht waren in den Aufbauten untergebracht. Die Schiffe waren außerdem mit drei 45,7-cm-Torpedorohren ausgestattet, eines auf jeder Breitseite und das dritte im Heck. Eine experimentelle Feuerleitanlage wurde im Mai 1910 zur Erprobung in den vorderen Ausguck eingebaut. Die Geschütze auf dem vorderen Turmdach wurden zwischen 1913 und 1914 in die Aufbauten verlegt, und die Dachgeschütze der Flügeltürme wurden etwa ein Jahr später in die hinteren Aufbauten versetzt. Außerdem wurde ein einzelnes 7,6-cm-Flugabwehrgeschütz auf der ehemaligen Suchscheinwerferplattform zwischen den hinteren Türmen eingebaut. Kurze Zeit später wurden die Geschütze auf dem hinteren Turm sowie zwei von den Aufbauten entfernt. Etwa zur gleichen Zeit wurde eine weitere 7,6-cm-Flugabwehrkanone auf dem hinteren Turmdach angebracht. Im Mai 1916 wurde oben auf dem vorderen Dreibeinmast ein Leitstand installiert, der jedoch Ende des Monats, während der Skagerrakschlacht, noch nicht vollständig verkabelt war. Nach der Schlacht wurde eine zusätzliche Deckspanzerung von etwa 23 t Gewicht angebracht. Irgendwann im Laufe des Jahres wurde das Schiff für den Betrieb von Drachenballons ausgerüstet. Im April 1917 tauschte die Bellerophon das 7,6-cm-Geschütz auf dem Y-Turm gegen ein 10,2-cm-Geschütz aus und das Torpedorohr am Heck wurde entfernt. 1918 wurde ein Entfernungsmesser eingebaut, das 10,2-cm-Geschütz Steuerbord achteraus entfernt und die 10,2-cm-Flak auf das Achterdeck verlegt. Nach Kriegsende wurden beide Flakgeschütze entfernt.

### Panzerung
Die Bellerophon hatte einen Panzergürtel aus Krupp-Zementstahl. Er erstreckte sich über die gesamte Länge des Schiffes. Er war mittschiffs 254 mm dick und verjüngte sich unterhalb der Wasserlinie auf 203 mm. Von der vorderen Barbette bis zum Bug verjüngte er sich auf 152 mm und von der hinteren Barbette bis zum Bug auf 127 mm. Über dem Hauptgürtel verlief über die gleiche Länge ein 203 mm dicker Plankengang.  Das Querschott achtern war 203 mm dick und verlief schräg nach innen von den hinteren Enden der unteren Seitenpanzerung bis zur Außenfläche der hinteren Barbette. Die Barbetten auf der Mittellinie waren über dem Hauptdeck 127 – 228 mm dick und darunter 127 mm. Die Barbetten querab waren an den Außenflächen 254 mm und an den Innenflächen 228 mm dick und verjüngten sich bis unter das Hauptdeck auf 127 mm. Die Front und die Seiten der Geschütztürme waren 279 mm an der Rückseite 304 mm dick und hatten 76 mm dickes Dach. Das Schiff hatten drei gepanzerte Decks mit einer Dicke von 19 mm bis 101 mm. Die Front und die Seiten des vorderen Kommandoturms wurden durch 279 mm-Platten geschützt, während die Rückseite und das Dach 203 mm bzw. 76 mm dick waren. Der hintere Kommandoturm war rundherum mit 203 mm Panzerung versehen und hatten ebenfalls ein 76 mm dickes Dach. Die Längsschotten von 19 bis 76 mm Dicke bedeckten die kompletten Seiten des Rumpfes zwischen den vorderen und hinteren Magazinen.

## Liste der Kommandanten
| Nr. | Name                   | Beginn der Amtszeit | Ende der Amtszeit | Bemerkungen                            |
| --- | ---------------------- | ------------------- | ----------------- | -------------------------------------- |
| 1.  | Hugh Evan-Thomas       | 27. Februar 1909    | 16. August 1911   | seit 1908 mit der Baubelehrung betraut |
| 2.  | Trevylyan Napier       | 16. August 1911     | 16. August 1912   |                                        |
| 3.  | Charles Vaughan-Lee    | 16. August 1912     | 18. August 1913   |                                        |
| 4.  | Edward Bruen           | 18. August 1913     | 31. August 1916   |                                        |
| 5.  | Hugh Watson            | 31. August 1916     | 13. Februar 1918  |                                        |
| 6.  | Vincent Barkly Molteno | 13. Februar 1918    | 12. Oktober 1918  |                                        |
| 7.  | Francis Mitchell       | 12. Oktober 1918    | 15. März 1919     |                                        |
| 8.  | Humphrey Bowing        | 15. März 1919       | März 1921         |                                        |